# Gee (navigatie)

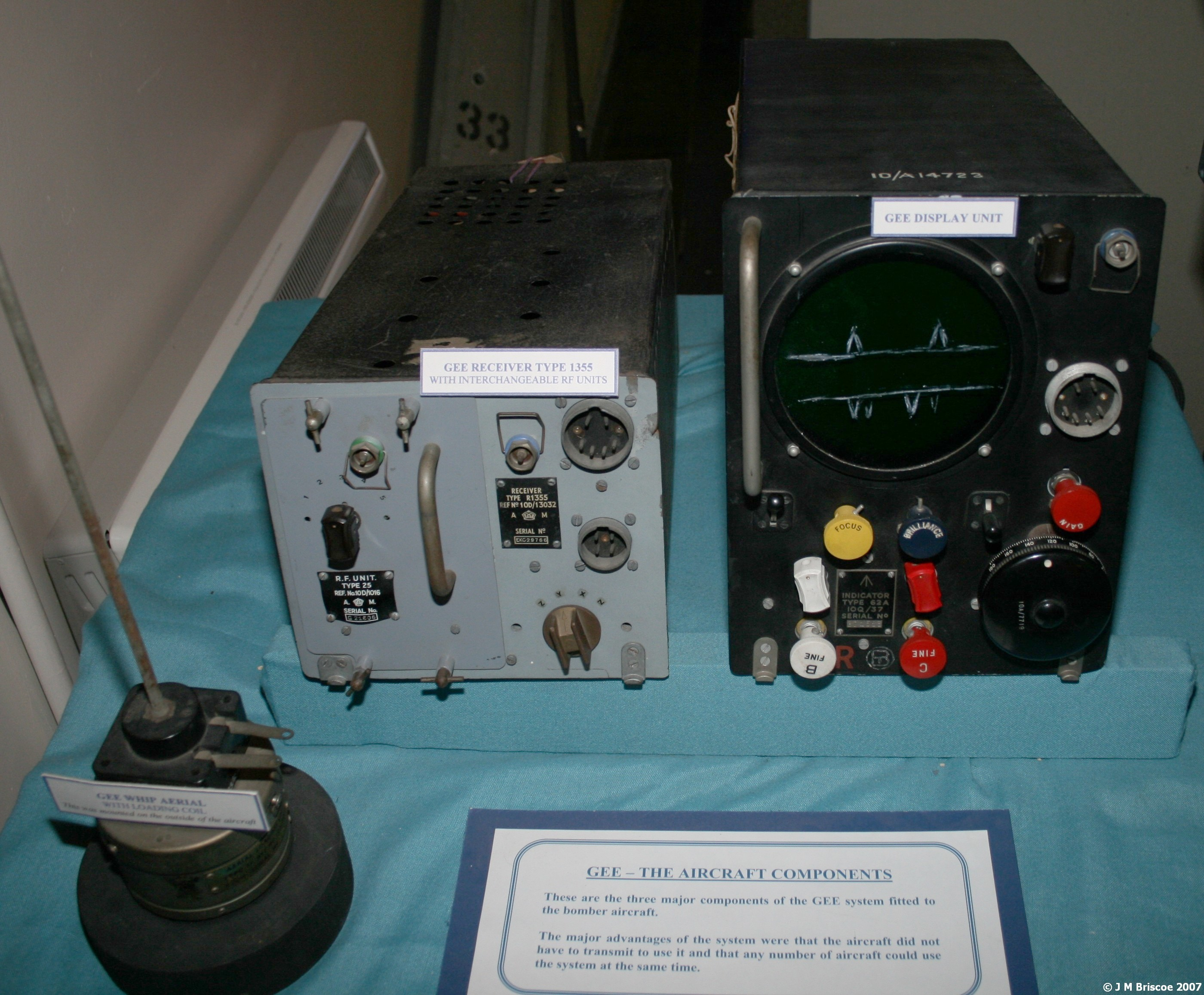
Gee navigatiesysteem van een vliegtuig.

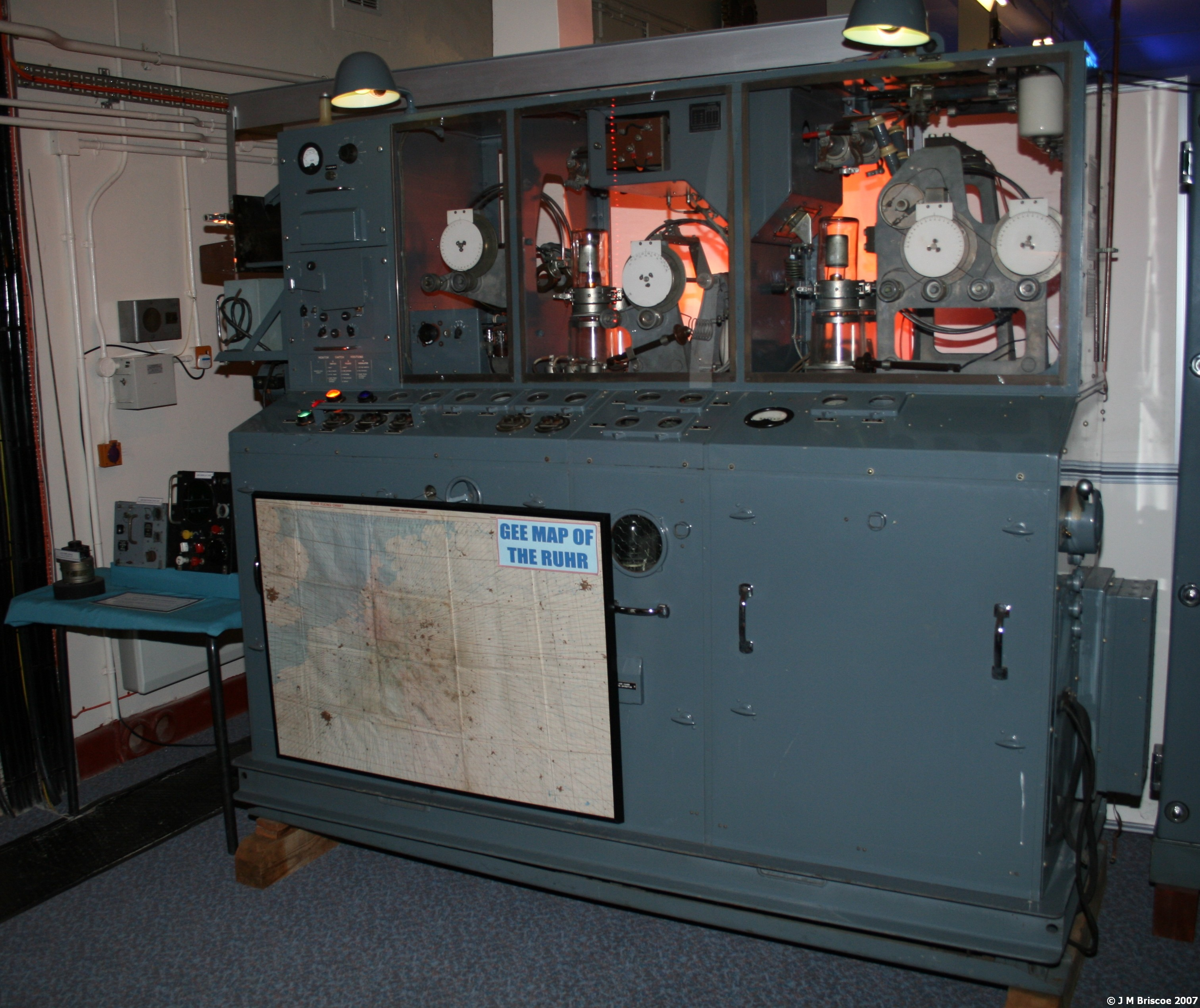
Een Gee transmitter.

Gee was een Brits hyperbolisch navigatiesysteem tijdens de Tweede Wereldoorlog dat vliegtuigen of schepen naar hun bestemming moest leiden. Het is ook bekend als AMES Type 7000 of onder de schuilnaam Goon-doos en was het eerste van drie navigatiesystemen dat door de RAF Bomber Command in dienst werd genomen. Gee was tevens de basis voor het Amerikaanse LORAN-systeem.

## Algemene achtergrond
De Britten ontwikkelden een nieuw navigatiesysteem, genaamd Gee of AMES Type 7000 om de locatie van een vliegtuig of schip te bepalen naargelang de vertragingstijden die worden opgemeten tussen twee radiosignalen. Gee werd in oktober 1937 bedacht door de Brit Robert J. (Bob) Dippy , een medewerker van Watson-Watt in het radarlaboratorium van de RAF in Bawdsey Manor. Het was een systeem met twee zenders om vliegtuigen te begeleiden naar een landingsbaan. Omdat het Britse radar-verdedigingssysteem Chain Home eerst moest worden gerealiseerd, werd zijn idee pas in 1940 verder uitgewerkt van een landingssysteem tot een navigatiesysteem bedoeld om vliegtuigen te begeleiden naar afgelegen doelen. Tests werden uitgevoerd in augustus 1941 en een dozijn ontvangers werd ingebouwd in de Vickers-Wellington-bommenwerpers. Het project werd nagenoeg afgeblazen toen een van de Wellingtons neerstortte in vijandelijk gebied en men niet wist of de aard en functie van de Gee-apparatuur door de Duitsers  kon worden ontrafeld. Men riskeerde dat de Duitsers een stoorzender zouden kunnen bouwen nog voordat Gee operationeel werd. Het project werd gegeven aan R.V. Jones, die onmiddellijk acties ondernam om de geheimhouding van Gee te verhogen. De Gee-zenders kregen extra masten om ze te doen lijken op de Chain Home-zenders, waarna ze ook niet-synchrone radiopulsen moesten uitzenden. Hij gaf de opdracht om de naam Gee te catalogiseren als Top Secret. De behuizing met de Gee-apparatuur in de bommenwerpers kregen normale serienummers om ze op de normale communicatieapparatuur te laten lijken. De Britten misleidden de Duitsers door uitgekiende scenario's en valse rapporteringen in het spionagenetwerk Double Cross te voeren. Zo liet men de Duitsers geloven dat de Britten aan een nieuw navigatiesysteem werkten dat een kopie was van het Duitse Knickebein-navigatiesysteem en de naam Jay had. Men benoemde zelfs spookzenders voor het Jay-systeem. De Britten hoopten op deze manier dat de Duitsers er drie maanden over zouden doen om Gee te ontdekken. Het duurde echter meer dan vijf maanden voordat de Duitsers er weet van hadden.
Het Gee-navigatiesysteem kwam voor het eerst in dienst in de nacht van 8 maart 1942 bij een aanval van 251 bommenwerpers van RAF Bomber Command op Essen, Duitsland. Enkele leidende vliegtuigen waren met Gee uitgerust, maar Gee was niet precies genoeg om het doel, de Krupp fabrieken, te kunnen localiseren en alle bommenwerpers misten de fabrieken. Essen zelf werd licht getroffen, slechts 10 mensen kwamen om in het bombardement.
Het duurde tot 1943 voordat de Duitsers Gee effectief konden storen, waarna een verbeterde Gee-versie werd ontwikkeld. Met deze nieuwere Gee-versie kon de navigator uit verschillende frequenties kiezen om zo de impact van de Duitse storing te verminderen. De laatste Gee-zender werd in 1970 uitgeschakeld.

## Technische achtergrond
Gee gebruikte drie zenders, één hoofdzender A en twee hulpzenders B en C, die 80 tot 160 km (50 tot 100 mijl) van elkaar verwijderd waren. De drie zenders stuurden periodieke signalen uit op 4 kanalen in de 20 tot 85 MHz-frequentieband (golflengte 15 tot 3,5 meter). De zenders hadden een vermogen van 300 kilowatt en de periodieke signalen werden verzonden in vier stappen van 1 milliseconde:
- hoofdzender A stuurt een puls op tijd 0.
- 1 ms later: hulpzender B zendt een puls.
- 2 ms later: hoofdzender A zendt een dubbele synchronisatiepuls.
- 3 ms later: hulpzender C zendt een puls.

Deze cyclus herhaalde zichzelf elke 4 milliseconden, 250 keer per seconde. Door het gebruik van verschillende zenders werd een onzichtbaar grid (= Gee) gelegd. Indien een vliegtuig uitgerust was met het Gee-navigatiesysteem, dan kon de navigator zijn positie bepalen door de Gee-signalen af te lezen op een oscilloscoop en het tijdsverschil te berekenen tussen de verzonden signalen van zenders A en B en zenders A en C. Wanneer de signalen van twee zenders op hetzelfde ogenblik ontvangen werden, was het vliegtuig op eenzelfde afstand tussen de twee zenders en kon de navigator een lijn tekenen op zijn Gee-kaart. Evenzo, indien er een verschil was in de ontvangsttijden dan was het vliegtuig dichter of verder van een bepaald Gee-zendstation. De navigator kon in deze situatie een hyperbool tekenen waarvan het snijpunt van twee resultaten de locatie van het vliegtuig weergaf.

## Voor- en nadelen
Het Gee-navigatiesysteem had een aantal voordelen vergeleken met de toenmalige Duitse navigatiesystemen (Knickebein, X-Gerät en Y-Gerät). Met het Gee-systeem waren geen zenders gemonteerd in de vliegtuigen waardoor deze geen signalen terugzonden. Zo voorkwam men dat de positie van de vliegtuigen (of schepen) werd prijsgegeven (dit in tegenstelling tot de H2S-radar). Ook waren de radiopulsen van het Gee-systeem niet directioneel, zodat de piloten hun vliegtuig niet in de gebundelde radiostraal hoefden laten vliegen.
Het bereik van de Gee-grondzenders, die zich in Engeland bevonden, was gelimiteerd tot 150 mijl op grondniveau en 350 mijl op vliegtuighoogte wegens de kromming van de aarde. De regel was dat, hoe verder een vliegtuig zich bevond van een Gee-zender, hoe minder nauwkeurig de navigatie was. Het Gee-navigatiesysteem was bij korte afstanden nauwkeurig tot op 165 yards en bij vluchten boven Duitsland was het nauwkeurig tot op een mijl. Bij zijn maximumbereik (350 à 400 mijl) had het een nauwkeurigheid van 2 mijl. Ondanks zijn beperkingen was het Gee-systeem zeer effectief doordat men de vliegtuigen kon navigeren boven Nederland naar het Ruhrgebied in Duitsland.
Vanaf 1943 konden de Duitsers Gee storen waardoor het onmogelijk werd om met Gee nog vluchten te navigeren over Nederland. De RAF-bommenwerpers gebruikten Gee nog boven de Noordzee en tijdens hun terugkeer naar hun basis. Gee bleef in dienst tot 1970.

## Gee-zendstations
Een aantal Gee-ketens werd gebouwd om verschillende delen van Europa te bedekken. Er bestonden diverse Gee-ketens: de Oostketen, de Noordketen en de Zuidketen.
De Oostketen ging van start vanaf 22 juni 1941. Het hoofdstation was gelegen te Daventry. Andere stations waren gevestigd te Ventnor en Stenigot.
De Noordketen ging van start vanaf einde 1942 tot maart 1946.
Het hoofdstation en controlestation waren gelegen in Burifa Hill, Schotland.
Hulpstations waren gelegen te
- Scousburgh, Shetland Islands
- Windyhead Hill, nabij Fraserburgh
- Sango, Cape Wrath